# Buonaccorso da Montemagno il Giovane
Buonaccorso da Montemagno (Buonaccorso il Giovane) (Montemagno, 1391 circa – Firenze, 16 dicembre 1429) è stato un umanista italiano.

## Biografia
Dopo la laurea in giurisprudenza, fu eletto nell'aprile del 1421 gonfaloniere della città di Pistoia, la più alta carica cittadina. Non esercitò il ruolo perché al momento in cui l'avrebbe dovuto esercitare si era già trasferito a Firenze, dove trascorse tutta la vita. Nel settembre del 1421 ottenne la cattedra di giurisprudenza nello Studio fiorentino. A questo periodo probabilmente va fatta risalire l'amicizia con Palla di Noferi Strozzi, a cui dedica anche un sonetto (Spirito gentil, che nostra cieca etate). Sempre all'ambito accademico dell'esercitazione retorica sono da ricollegare gli scritti latini in prosa, tra cui il più importante è il De nobilitate, dedicato a Carlo Malatesta, in cui si finge che due personaggi, Publio Cornelio Scipione (di nobili origini) e Gaio Flaminio (non nobile), discutano davanti al senato a proposito del concetto di nobiltà. Sempre tra le opere in latino, vengono collegate a Buonaccorso alcune orazioni pro L. Catilina contra M. T. Ciceronem.
A Buonaccorso sono anche attribuite delle orazioni in volgare scritte per essere recitate da Stefano Porcari (capitano del popolo a Firenze).
Di Buonaccorso sono poi conosciute le rime, tramandate però insieme a quelle del suo omonimo nonno, Buonaccorso da Montemagno il Vecchio. Nei componimenti è evidente l'influenza della poesia di Petrarca, sia a livello tematico sia nei numerosi richiami linguistici.